# Depotfunde von Dobritz und Laubegast

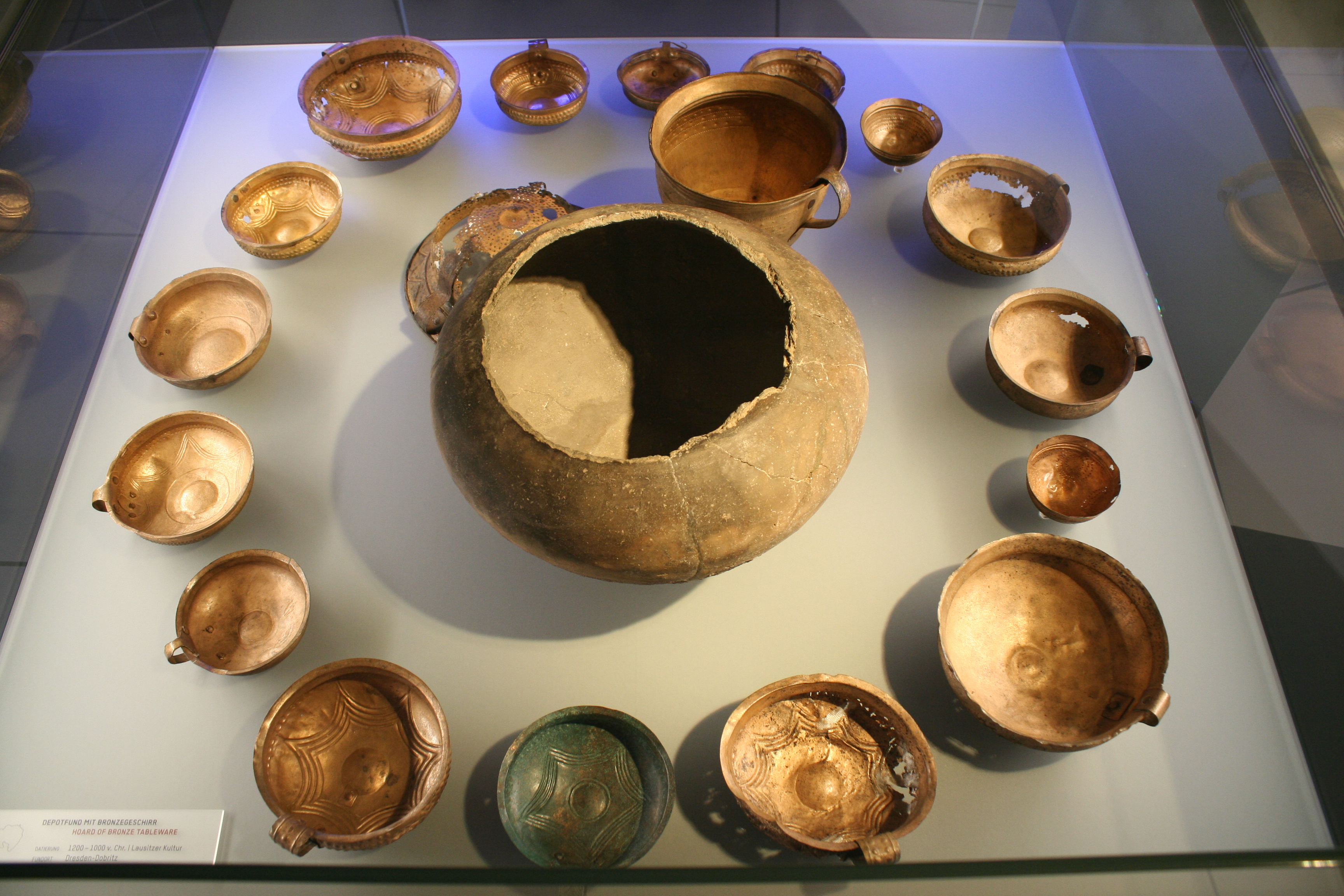
Der Depotfund von 1948; Staatliches Museum für Archäologie Chemnitz

Die Depotfunde von Dobritz und Laubegast repräsentieren eine ganze Reihe bronzezeitlicher Depotfunde im Bereich der ehemaligen Sandgrube Knobloch an der Gemarkungsgrenze der Dresdner Stadtteile Dobritz und Laubegast. Diese Grenzlage führte in der Literatur zu teilweise widersprüchlichen Ortsangaben. Innerhalb eines besiedelten Areals wurden die meisten Deponierungen in nur relativ geringen zeitlichen Abständen innerhalb der jüngeren Bronzezeit vorgenommen. Teile der Depotfunde von Dobritz und Laubegast sind im Staatlichen Museum für Archäologie Chemnitz ausgestellt.
Die Fundstelle lag auf einem Sandrücken in der Niederung, umflossen von einem Altarm der Elbe. Heute ist die Sandgrube wieder verfüllt und nicht mehr zugänglich.
- Der bedeutendste Fund wurde am 9. Juli 1948 entdeckt („Depot von Dobritz“). Es handelt sich um einen Geschirrsatz aus Bronze, bestehend aus einem Eimer, einem Sieb und 14 Tassen sowie zwei Schöpfgefäßen mit abgebrochenen Henkeln, welcher in einem Keramikgefäß niedergelegt wurde.[2] Er datiert in die späte Bronzezeit, etwa 1200 bis 1050 v. Chr. (Ha A nach Reinecke) und gilt als der bisher umfangreichste bronzezeitliche Metallgefäßfund Deutschlands.[3]

- Am 5. September 1945 fand man in einem großen eiförmigen Topf beschädigte und zerbrochene Lappenbeile, Sicheln und Gussbrocken.[4] Dieser Hortfund datiert ebenfalls in die späte Bronzezeit, 1050 bis 950 v. Chr. (Ha B1) und lag wohl schon in der Gemarkung Laubegast.[3]

- Am 4. Mai desselben Jahres fanden sich in einer Grube ein Keramikgefäß mit acht Sicheln, vier Lappenbeilen, einem Armring, einem Fibelbügel einem Gussbrocken und vielen Bruchstücken von alledem[4] Auch dies aus der späten Bronzezeit, 1050 bis 950 v. Chr. (Ha B1) und in der Gemarkung Laubegast.[3]

- 1938 wurde ein weiteres Depot, bestehend aus einer bronzenen Lanzenspitze, zwei Lappenbeilen, einer Sichel und einem verzierten Fußring, entdeckt.[5] Die Datierung hier: 1100 bis 950 v. Chr. (Ha A2/B1), ebenfalls noch späte Bronzezeit.[3]

- Bereits 1897, vor Bestehen der Sandgrube, wurden 31 Bronzen in einem Keramikgefäß beim Pflügen gefunden. Es handelte sich um einen sogenannten Brucherzfund bestehend aus Lappenbeilen, Sicheln und Bruchstücken.[6] Datierung: späte Bronzezeit, 1050 bis 950 v. Chr. (Ha B1).[3]

- Ein frühbronzezeitlicher Hortfund wurde 1938 entdeckt. Er besteht aus einem zungenförmigen Barren, einem rundstabigen Ring, zwei Bruchstücken (von Ösenhalsringen?), zwei Armspiralen und einer Dolchklinge mit vier ausgebrochenen Nietlöchern. Die Datierung zwischen 1800 und 1600 v. Chr. weist den Fund der Aunjetitzer Kultur zu.[7]

## Weblink
- 3D-Modell des Bronzeeimers vom Typ Kurd aus dem Gefäßdepot@archaeo3d.de, mit Verlinkung zu den übrigen Beigefäßen, abgerufen am 24. Mai 2020